# Bohdan Chomentowski
Bohdan Chomentowski (ur. 8 marca 1912, zm. 12 lutego 1977 w Warszawie) – polski aktor teatralny, tancerz.

## Życiorys
W dwudziestoleciu międzywojennym występował jako tancerz i aktor w teatrach rewiowych, kabaretach i widowiskach, głównie dla dzieci. W sezonie 1926/1927 występował w Teatrze Polskim w Katowicach, następnie przyłączył się do wędrownej trupy „Artyści Teatru Perskie Oko” i z nimi występował w Borysławiu (luty 1929), Kaliszu (kwiecień 1929), Kielcach (czerwiec 1929). W sezonie 1929/1930 występował w teatrach dziecięcych w Warszawie. W marcu 1932 z zespołem rewiowym „Kameleon” i Lucyną Messal występował w Płocku i Kielcach, w 1935 grał w teatrze dla dzieci Tymoteusza Ortyma. W 1933 został członkiem rzeczywistym Związku Artystów Rewiowo-Estradowych. Podczas II wojny światowej aresztowany, przetrzymywany na Pawiaku i od 1940 więziony w Sachsenhausen, w obozie należał do grupy artystycznej, wygłaszał monologi dla współwięźniów i tańczył. Po wojnie był konferansjerem, od 1950 pracował w Zjednoczonym Przedsiębiorstwie Rozrywkowym jako konferansjer i aktor, przez wiele lat był równocześnie dyrektorem cyrku Arena. Odznaczony Krzyżem Kawalerskim Orderu Odrodzenia Polski.
Bohdan Chomentowski był karłowatego wzrostu, krępy, najczęściej wykonywał tańce groteskowe wymagające ogromnej sprawności fizycznej.
Pochowany na cmentarzu Powązki Wojskowe w Warszawie (kwatera 18B-3-18).